# Дэвид-Уэст, Там
Тамуноеми Сокари Дэвид-Уэст (анг. Tamunoemi Sokari David-West; 26 августа 1936 года, Бугума, Риверс, Нигерия — 11 ноября 2019 года, Ибадан, Ойо, Нигерия) — нигерийский учёный и государственный деятель, министр нефти (1984—1985) и министр горнодобывающей промышленности, энергетики и стали (1986).

## Биография
Там Дэвид-Уэст родился 26 августа 1936 года в городе Бугума, в нынешнем штате Риверс. В 1956 году он поступил в Ибаданский университет. В 1958 году он получил федеральный грант и уехал учиться в Университет штата Мичиган, а в 1960 году начал учёбу в Йельском университете и в 1962 году закончил его, получив степень магистра. В 1964 году начал учёбу в Университете Макгилла и в 1966 году получил степень доктора философских наук. В 1969 году он начал работать старшим преподавателем в Ибаданском университете, а в 1975 году был назначен профессором вирусологии.
В 1975-1979 годах Дэвид-Уэст был членом исполнительного совета штата Риверс и Комитета по разработке конституции для федерального военного правительства генерала Мурталы Мухаммеда. В 1984 году генерал Мохаммаду Бухари назначил его министром нефти. В 1986 году генерал Ибрагим Бабангида назначил его министром Горнодобывающей промышленности, Энергетики и Стали. 
В 1986 году он отстранён от должности министра и арестован по приказу Бабангида по обвинению в причастности к экономическому кризису в стране. 8 августа 1991 года специальной комиссией Там Дэвид-Уэст был оправдан и освобождён.
11 ноября 2019 года Там Дэвид-Уэст умер в больнице города Ибадан.

## Произведения
Там Дэвид-Уэст писал статьи по вирусологии в научных журналах: 
- Journal of Pathology and Bacteriology (1966 год)
- Transactions of the Royal Society of Tropical Medicine and Hygiene (1973 год)
- Intervirology (1974 год)
- Journal of Hygiene (1974).

Он автор книг:
- Philosophical Essays: Reflections on the Good Life (1980 год)
- God, nature and the universe (1981 год)
- Who really is General Muhammadu Buhari? (2009 год)
- The sixteen 'sins' of general Muhammadu Buhari (2010 год)[6].

## Примечание
1. ↑  Нигерийский министр: "Готов поклясться жизнью - президент чист". Anticorr.media (28 ноября 2017). Дата обращения: 8 февраля 2020. Архивировано 26 августа 2019 года.
2. ↑  Former Nigeria minister Tamunoemi Sokari David-West don die. BBC News Pidgin. 11 ноября 2019. Дата обращения: 8 февраля 2020.
3. ↑  editor. Tam David-West Dies at 83, Buhari Mourns (англ.). THISDAYLIVE (11 ноября 2019). Дата обращения: 8 февраля 2020. Архивировано 29 марта 2020 года.
4. ↑  Нигерийский министр: "Наш президент неидеален, но свободен от коррупции". Anticorr.media (7 декабря 2017). Дата обращения: 8 февраля 2020. Архивировано 17 августа 2019 года.
5. ↑  Published. 6 things you should know about Tam David-West (англ.). Punch Newspapers. Дата обращения: 8 февраля 2020. Архивировано 1 февраля 2020 года.
6. ↑  David-West, Tam. S. (Tamunoemi Sokari). Дата обращения: 8 февраля 2020. Архивировано 11 ноября 2019 года.